# Evrovizijska Melodija 2025
Die 24. Evrovizijska Melodija (EMA) (oder EMA Evrovizija) fand am 1. Februar 2025 statt und war der slowenische Vorentscheid für den Eurovision Song Contest 2025 in Basel (Schweiz). Es gewann Klemen mit dem Lied How Much Time Do We Have Left.

## Format

### Konzept
Am 16. September 2024 bestätigte Radiotelevizija Slovenija (RTV SLO) seine Teilnahme am Eurovision Song Contest 2025. Bereits im April 2024 wurde berichtet, dass Slowenien wieder die EMA als nationalen Vorentscheid austragen könnte. Am 28. Oktober 2024 bestätigte RTV SLO, dass nach dreijähriger Pause der EMA wieder als nationaler Vorentscheid fungieren wird. Der Vorentscheid wird in zwei Phasen unterteilt. In der ersten werden die 12 Teilnehmer von fünf Jurys bewertet. Diese Jurys sind:
- Musikjury (Sänger, Musiker, Produzenten, Komponisten)
- Fernsehjury (Moderatoren, Regisseure, Choreographen)
- Radiojury (Journalisten, Moderatoren)
- OGAE Slowenien Jury
- Internationale Eurovision Influencer Jury (Blogger, Vlogger, Onlinejournalisten)

Nach dem Voting der Jury werden die beiden Erstplatzierten Beiträge ins Superfinale aufsteigen, in welchem die Zuschauer über den Sieger abstimmen werden.

### Beitragswahl
Zwischen dem 28. Oktober und dem 25. November 2024 können Beiträge bei RTV SLO eingereicht werden. Nach dem Ende der Einreichefrist wurden diese von einer mindestens dreiköpfigen Jury begutachtet.

## Teilnehmer
Die Teilnehmer wurden am 13. Dezember 2024 bekanntgegeben. Der Teilnehmer Klemen Slakonja moderierte den slowenischen Vorentscheid in den Jahren 2011, 2012, 2016 und 2020. Die Lieder sowie die Startreihenfolge wurden am 25. Januar 2025 während der Sendung Ema pred Emo vorgestellt.
| Rang | Startnr. | Interpret             | Lied Musik (M) und Text (T)                                                    | Sprache    | Übersetzung (inoffiziell)     | Punkte |
| ---- | -------- | --------------------- | ------------------------------------------------------------------------------ | ---------- | ----------------------------- | ------ |
| 1    | 8        | Klemen                | How Much Time Do We Have Left M/T: Klemen Slakonja, Ryan Small, Maja Slatinšek | Englisch   | Wie viel Zeit bleibt uns noch | 51     |
| 2    | 9        | July Jones            | New Religion M/T: July Jones, Bardo, Kiris Houston, Neave Applebaum, Gracey    | Englisch   | Neue Religion                 | 50     |
| 3    | 4        | Astrid & The Scandals | Touché M/T: Astrid Ana Kljun, Luka Flegar, Tomaž Zupančič                      | Englisch   | –                             | 32     |
| 4    | 6        | KiKi                  | O-ou! M/T: Laetitia KiKi Pohl, Blaž Mikl, Jovica Novkovič                      | Slowenisch | –                             | 31     |
| 5    | 2        | ZveN                  | Divja M/T: Zvezdana Novaković, Luka Jamnik                                     | Slowenisch | Diva                          | 21     |
| 6    | 12       | RAI                   | Frederick’s Dead M/T: Vanja Rok Vrtovec, RAI                                   | Englisch   | Frederick ist tot             | 21     |
| 7    | 5        | Jon Vitezič           | Vse ti dam M/T: Jon Vitezič, Peter Dekleva                                     | Slowenisch | Ich gebe dir alles            | 20     |
| 8    | 7        | Eva Pavli             | Niti M/T: Eva Pavli, Eva Pavli, Hugo Smeh                                      | Slowenisch | Nicht einmal                  | 18     |
| 9    | 1        | ANNA                  | Čau M/T: Krešimir Tomec, Špela Tomec                                           | Slowenisch | Tschüss                       | 15     |
| 10   | 3        | PolarAce              | Kind M/T: Peter Penko, Aleksej Ivačič Kolar                                    | Englisch   | Nett                          | 15     |
| 11   | 10       | Žan Videc             | Pusti da gori M/T: Goran Sarjaš, Žan Videc                                     | Slowenisch | Lass es brennen               | 8      |
| 12   | 11       | Trine                 | Grace M/T: Trine Slabe, Jernej Kržič, Trine Slabe, Trine Slabe, Jernej Kržič   | Englisch   | Grazie                        | 8      |

### Detailliertes Juryvoting
| Startnr. | Lied                          | OGAE | Produzenten | TV | Radio | Influencer | Total |
| -------- | ----------------------------- | ---- | ----------- | -- | ----- | ---------- | ----- |
| 1        | Čau                           | 6    | 2           | 7  | –     | –          | 15    |
| 2        | Divja                         | 8    | 1           | 2  | 4     | 6          | 21    |
| 3        | Kind                          | 2    | –           | 6  | 7     | –          | 15    |
| 4        | Touché                        | 10   | 10          | 3  | 6     | 3          | 32    |
| 5        | Vse ti dam                    | 4    | –           | 4  | 2     | 10         | 20    |
| 6        | O-ou!                         | 1    | 7           | 10 | 8     | 5          | 31    |
| 7        | Niti                          | 5    | 5           | 1  | –     | 7          | 18    |
| 8        | How Much Time Do We Have Left | 7    | 12          | 12 | 12    | 8          | 51    |
| 9        | New Religion                  | 12   | 8           | 8  | 10    | 12         | 50    |
| 10       | Pusti da gori                 | –    | 4           | –  | 3     | 1          | 8     |
| 11       | Grace                         | –    | 3           | –  | 1     | 4          | 8     |
| 12       | Frederick’s Dead              | 3    | 6           | 5  | 5     | 2          | 21    |

## Superfinale
| Rang | Startnr. | Interpret  | Lied Musik (M) und Text (T)                                                    | Sprache  | Übersetzung (inoffiziell)     | Stimmen |
| ---- | -------- | ---------- | ------------------------------------------------------------------------------ | -------- | ----------------------------- | ------- |
| 1    | 8        | Klemen     | How Much Time Do We Have Left M/T: Klemen Slakonja, Ryan Small, Maja Slatinšek | Englisch | Wie viel Zeit bleibt uns noch | 8.895   |
| 2    | 9        | July Jones | New Religion M/T: July Jones, Bardo, Kiris Houston, Neave Applebaum, Gracey    | Englisch | Neue Religion                 | 4.400   |